# Error, conditio, votum, cognatio, crimen
Error, conditio, votum, cognatio, crimen è il primo verso di una formula mnemonica formulata in versi esametri dattilici per ricordare gli impedimenti dirimenti previsti dal diritto canonico.
La frase venne ripresa da Alessandro Manzoni per metterla, nei Promessi sposi, sulla bocca di don Abbondio che cercava dei motivi per giustificare il suo rifiuto di celebrare il matrimonio in quel giorno e la necessità quindi di rinviarlo, per fare altri accertamenti.
(Alessandro Manzoni, I Promessi Sposi, capitolo 2)
Gli undici impedimenti elencati in latino da don Abbondio sono enunciati dal curato seguendo la pronuncia scolastica della metrica latina, ponendo quindi sulle parole degli accenti ritmici che non sempre corrispondono con quelli “normali”, tonici, e rendendo quindi l'elenco una cantilena ancor meno comprensibile al giovane Renzo; questo passo dei Promessi sposi è diventato così emblematico di un uso mistificatorio della cultura come strumento per ingannare coloro che ne sono privi e prevaricare su di essi.
Manzoni ha trovato questi versi negli Acta Ecclesiae Mediolanensis (Atti della Chiesa milanese), redatti dal cardinale Carlo Borromeo. Ai quattro esametri che elencano gli impedimenti dirimenti, la cui recita da parte di don Abbondio è interrotta da Renzo, ne seguono due che elencano altri impedimenti, non dirimenti. I primi non solo impediscono un matrimonio, ma anche lo annullano qualora sia stato celebrato; i secondi impediscono la celebrazione, ma non annullano il matrimonio che sia stato celebrato pur in loro presenza. Ecco il testo completo, con evidenziate in grassetto le vocali su cui va posto l'accento se si leggono i versi secondo la resa scolastica della metrica latina, e indicata la pausa (cesura) da fare in ogni verso:
cultus disparitas, // vis, ordo, ligamen, honestas

si sis affinis, // si forte coire nequibis:

haec facienda vetant // connubia, facta retractant.

Ecclesiae vetitum, // necnon tempus feriatum

impediunt fieri, // permittunt facta teneri.»
la differenza di religione, la costrizione, l'ordinazione sacerdotale, un precedente legame matrimoniale, l'onestà,

se sei affine, se per caso non potrai consumare il rapporto sessuale:

queste situazioni impediscono di celebrare i matrimoni e li annullano se sono stati celebrati.

Un divieto ecclesiastico, come pure un periodo dell'anno non consentito,

impediscono che i matrimoni siano celebrati, ma permettono che siano considerati validi quelli celebrati.»
(Carlo Borromeo, Acta Ecclesiae Mediolanensis)
Questi esametri sono però ben più antichi dell'epoca in cui sono stati riportati negli Acta Ecclesiae Mediolanensis, in quanto compaiono, con una formulazione in parte diversa, già nella Summa de matrimonio (Enciclopedia del matrimonio) del religioso Tancredi da Bologna, vissuto tra XII e XIII secolo:
cultus disparitas, vis, ordo, ligamen, honestas,

si sis affinis, si forte coire nequibis:

haec socianda vetant connubia, iuncta retractant.

Ecclesiae vetitum, necnon tempus feriarum

impediunt fieri, permittunt facta teneri.»
(Tancredi da Bologna, Summa de matrimonio)